# Ria Baran
Ria Baran (Dortmund, 2 novembre 1922 – 12 novembre 1986) è stata una pattinatrice artistica su ghiaccio tedesca.
Dopo il matrimonio con il collega Paul Falk, è nota anche come Ria Falk.

## Palmarès
Coppie con Paul Falk
| Evento                    | 1947 | 1948 | 1949 | 1950 | 1951 | 1952 |
| ------------------------- | ---- | ---- | ---- | ---- | ---- | ---- |
| Giochi olimpici invernali |      |      |      |      |      | 1°   |
| Campionati mondiali       |      |      |      |      | 1°   | 1°   |
| Campionati europei        |      |      |      |      | 1°   | 1°   |
| Campionati tedeschi       | 1°   | 1°   | 1°   | 1°   | 1°   | 1°   |